# Kendrapara
Kendrapara est une ville indienne située dans le district de Kendrapara dans l’État de l'Odisha. En 2001, sa population était de 41 404 habitants.

## Source de la traduction
- (en) Cet article est partiellement ou en totalité issu de l’article de Wikipédia en anglais intitulé « Kendrapara » (voir la liste des auteurs).